# Норвелт (Пенсільванія)
Норвелт (англ. Norvelt) — переписна місцевість (CDP) в США, в окрузі Вестморленд штату Пенсільванія. Населення — 846 осіб (2020).

## Географія
Норвелт розташований за координатами 40°12′18″ пн. ш. 79°29′49″ зх. д. / 40.20500° пн. ш. 79.49694° зх. д. (40.204995, -79.497011).  За даними Бюро перепису населення США в 2010 році переписна місцевість мала площу 4,64 км², уся площа — суходіл.

## Демографія
Згідно з переписом 2010 року, у переписній місцевості мешкало 948 осіб у 403 домогосподарствах у складі 309 родин. Густота населення становила 204 особи/км².  Було 424 помешкання (91/км²).
Расовий склад населення:
| - 99,2 % — білих - 0,1 % — азіатів |

До двох чи більше рас належало 0,6 %. Частка іспаномовних становила 0,2 % від усіх жителів.
За віковим діапазоном населення розподілялося таким чином: 17,0 % — особи молодші 18 років, 59,5 % — особи у віці 18—64 років, 23,5 % — особи у віці 65 років та старші. Медіана віку мешканця становила 50,2 року. На 100 осіб жіночої статі у переписній місцевості припадало 95,5 чоловіків;  на 100 жінок у віці від 18 років та старших — 94,8 чоловіків також старших 18 років.
Середній дохід на одне домашнє господарство  становив 70 550 доларів США (медіана — 56 597), а середній дохід на одну сім'ю — 79 513 долари (медіана — 80 045). За межею бідності перебувало 0,9 % осіб, у тому числі 0,0 % дітей у віці до 18 років та 0,0 % осіб у віці 65 років та старших.
Цивільне працевлаштоване населення становило 650 осіб. Основні галузі зайнятості: освіта, охорона здоров'я та соціальна допомога — 29,1 %, роздрібна торгівля — 14,3 %, мистецтво, розваги та відпочинок — 9,2 %, виробництво — 8,9 %.